# لشکر ۸۸ زرهی زاهدان

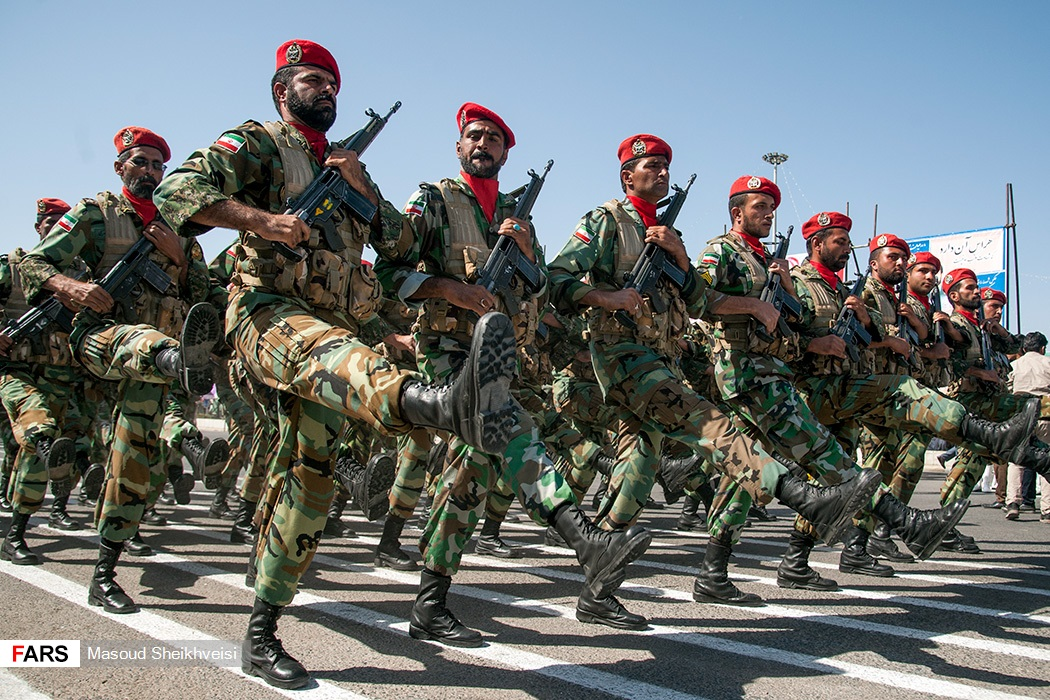
رژه نیروهای لشکر ۸۸ زرهی به‌مناسبت سالگرد جنگ ایران و عراق در سال ۱۳۹۷، زاهدان

لشکر ۸۸ زرهی زاهدان لشکر زرهی نیروی زمینی ارتش ایران است، که ستاد فرماندهی آن در شهر زاهدان، سیستان و بلوچستان قرار دارد. لشکر ۸۸ زاهدان بزرگترین یگان دارنده خودروهای زرهی و نفربر در ایران، خاورمیانه و غرب آسیا، چهارم در آسیا و یازدهم در جهان می‌باشد. این لشکر در خلال جنگ ایران و عراق از یگان‌های عمل‌کننده ارتش جمهوری اسلامی ایران بود و تلفات آن در این جنگ بیش از ۲۴۰۰ نفر برآورد می‌شود. این لشکر در خلال جنگ در عملیات کربلای ۶ و عملیات مرصاد شرکت داشت. لشکر ۸۸ زرهی زاهدان دارای ۳ تیپ تابعه بنام‌های تیپ ۱۸۸ زاهدان، تیپ ۲۸۸ خاش و تیپ ۳۸۸ ایرانشهر می‌باشد. هم‌اکنون سرتیپ‌دوم عادل حیدری فرماندهی لشکر ۸۸ زاهدان را برعهده دارد.

## سازمان
لشکر ۸۸ زرهی زاهدان با هدف افزایش توانمندی نظامی و تجهیزاتی نیروی زمینی ارتش در مقابل تهدیدات و افزایش ضریب امنیتی جنوب شرق کشور، در سال ۱۳۹۰ به‌صورت تیپ‌های مستقل درآمد. و هم چنین تیپ یکم این لشکر نیز از همان تاریخ تصمیم گرفته شد به صورت کامل از شهر زاهدان خارج گردد. این لشکر دارای ۳ تیپ تابعه است، که در زمان نبرد می‌تواند به ۶ تیپ توسعه یابد.
تیپ‌های زیرمجموعه لشکر ۸۸ زرهی زاهدان:
- تیپ ۱۸۸ زرهی زاهدان[۱۲]
- تیپ ۲۸۸ زرهی خاش[۱۰]
- تیپ ۳۸۸ پیاده مکانیزه ایرانشهر
- تیپ ۴۸۸ پیاده مکانیزه چابهار
- تیپ ۵۸۸ پیاده مکانیزه میناب
- تیپ ۶۸۸ پیاده مکانیزه کرمان
- گروه ۸۸ توپخانه زاهدان

## فرماندهان
اسامی تعدادی از فرماندهان این لشکر:
| فرماندهان                  | سال         |
| -------------------------- | ----------- |
| سرتیپ دوم هوشمند اسدی      | آذر ۱۳۹۱    |
| سرتیپ دوم علی اکبر کماسی   | تیر ۱۳۹۴    |
| سرتیپ دوم محسن تقی‌زاده     | مهر ۱۳۹۵    |
| سرتیپ دوم خدامراد سرگزی    | مرداد ۱۳۹۷  |
| سرتیپ دوم سلیمان طاهری     | بهمن ۱۳۹۷   |
| سرتیپ دوم مهدی احمدی افشار | شهریور ۱۳۹۸ |